# Димитриос Космопулос
Димитриос Космопулос, известен като капитан Курбесис (на гръцки: Δημήτριος Κοσμόπουλος, Κουρμπέσης), е гръцки офицер и деец на гръцката въоръжена пропаганда в Македония от началото на XX век.

## Биография
Роден е в пелопонеското село Магуляна. Димитриос Космопулос достига лейтенантски чин в гръцката армия. Влиза в гръцката въоръжена пропаганда в Македония. През февруари 1906 година замества Андреас Папагеоргиу като командир в района на Халкидики и Лъгадина. Неговата основна задача е унищожаване на временно пребиваващите в тези земи български работници, отговорен е включително за убийството на 27 българи край Аспровалта. Сътрудничи си с Георгиос Галанопулос, а на 23 октомври 1907 година с четата си напада група от 100 български богомолци, запътили се към Атон.
По-късно Димитриос Космопулос се издига до генералски чин. Участва в Гръцката гражданска война (1946-1949).